# Sälka

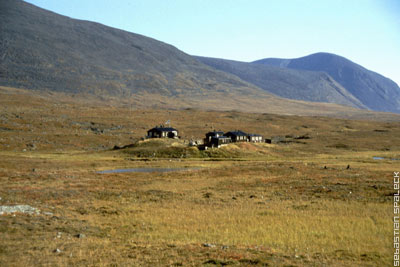
Wanderhütte Sälka

Sälka ist eine auf dem nördlichen Abschnitt des Kungsleden und des Nordkalottleden auf 835 m ö.h. gelegene Schutzhütte des schwedischen Wandervereins STF. Neben einigen Übernachtungshütten gibt es eine Sauna, eine ganzjährig zugängliche Notunterkunft, eine Hütte des Hüttenwarts und Vorratshütten.
In nördlicher Richtung erreicht der Kungsleden nach zwölf Kilometern über den höchsten Punkt des Weges (Tjäktja-Pass) Tjäktja, in südlicher Richtung nach zwölf Kilometern Singi.
Der Nordkalottleden erreicht nach Norden ebenfalls Tjäktja sowie nach Westen Hukejaure.
Richtung Nordosten wird nach zehn Kilometern Nallo sowie nach weiteren neun Kilometern Vistas erreicht.
Sälka liegt am Fuße des gleichnamigen Berges, dessen höchster Gipfel eine Höhe von 1865 Metern erreicht.